# Verseilles-le-Haut
Verseilles-le-Haut är en kommun i departementet Haute-Marne i regionen Grand Est (tidigare regionen Champagne-Ardenne) i nordöstra Frankrike. Kommunen ligger i kantonen Longeau-Percey som tillhör arrondissementet Langres. År 2022 hade Verseilles-le-Haut 48 invånare.

## Befolkningsutveckling
Antalet invånare i kommunen Verseilles-le-Haut
| Referens: INSEE |